# Peckia epimelia
Peckia epimelia är en tvåvingeart som först beskrevs av Guilherme A.M.Lopes 1938.  Peckia epimelia ingår i släktet Peckia och familjen köttflugor. Inga underarter finns listade i Catalogue of Life.